# 阿尔亨斯索拉
阿尔亨斯索拉（西班牙語：Argençola），是西班牙加泰罗尼亚巴塞罗那省的一个市镇。总面积47平方公里，总人口192人（2001年），人口密度4人/平方公里。